# Great Brehat
Great Brehat is een dorp en local service district in de Canadese provincie Newfoundland en Labrador. Het dorp ligt in het uiterste noorden van het Great Northern Peninsula aan de Atlantische noordoostkust van Newfoundland. Great Brehat ligt zo'n 9 km ten noordoosten van St. Anthony.

## Geschiedenis
Sinds 1988 hebben de inwoners van het in gemeentevrij gebied gelegen Great Brehat beperkt lokaal bestuur doordat de plaats een local service district werd.

## Toponymie
Bij de stichting van de plaats in de 18e eeuw maakte de regio deel uit van de Franse kust van Newfoundland. Net zoals veel plaatsen in de omgeving heeft ook Great Brehat een duidelijke verwijzing naar het Franse verleden. De naam verwijst immers naar het Île de Bréhat voor de noordkust van Bretagne.

## Demografie
Net zoals de meeste kleine plaatsen op Newfoundland, kent ook de designated place Great Brehat een dalende demografische trend. Tussen 1991 en 2016 daalde de bevolkingsomvang er van 138 naar 88. Dat komt neer op een daling van 36,2% in 25 jaar tijd.
| Jaar | Aantal inwoners | Verschil |
| ---- | --------------- | -------- |
| 1991 | 138             | –        |
| 1996 | 130             | -5,8%    |
| 2001 | 126             | -3,1%    |
| 2006 | 103             | -18,3%   |
| 2011 | 95              | -7,8%    |
| 2016 | 88              | -7,1%    |